# Yanagisawa (Klan)

Wappen der Yanagisawa (Vier Blumenrauten).

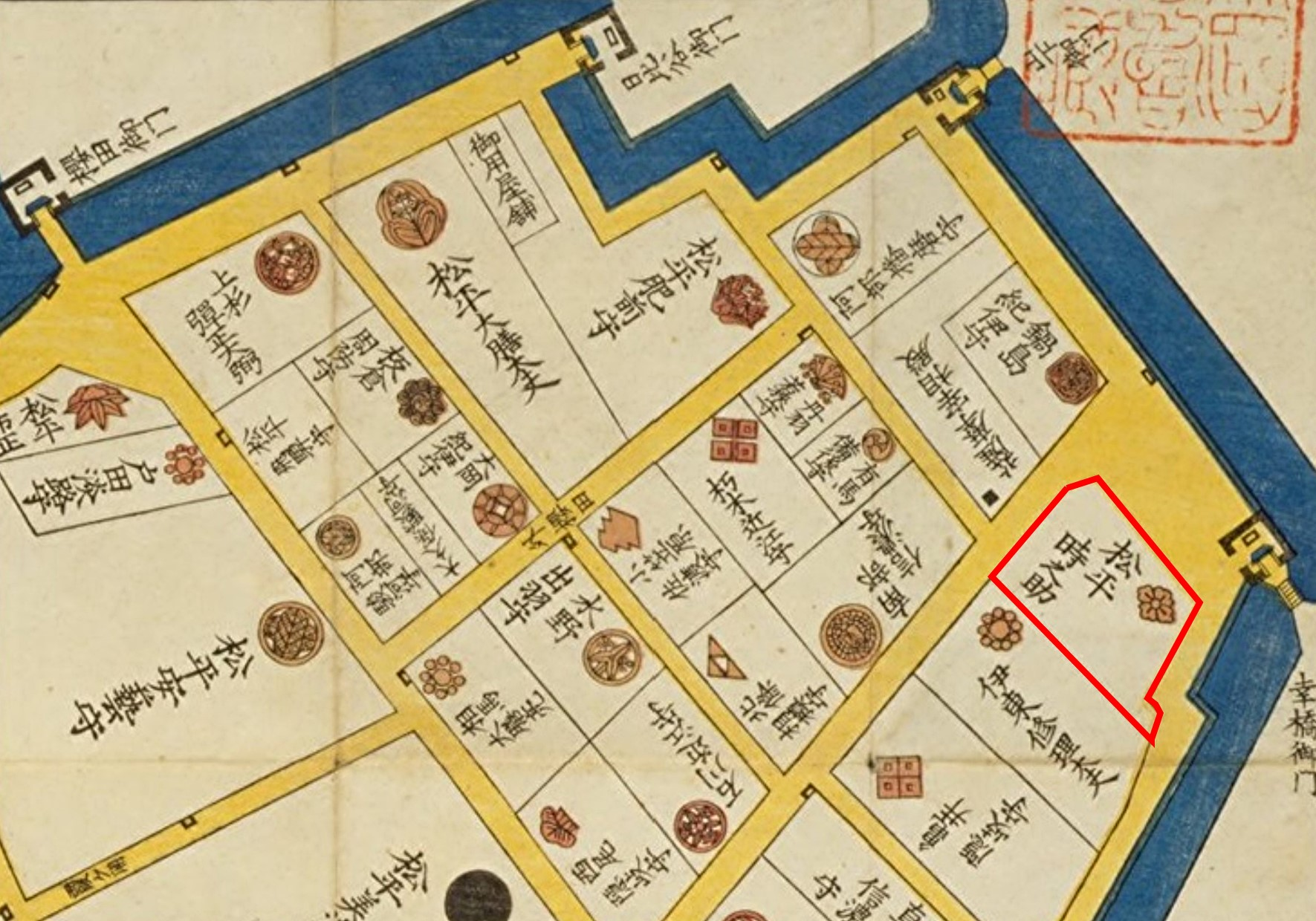
Yanagisawa-Residenz

Die Yanagisawa (japanisch 柳沢氏 bzw. 柳澤家 Yanagisawa-shi) waren eine Familie des japanischen Schwertadels (Buke). Von Tokugawa Tsunayoshi stiegen sie unter Yoshiyasu zum Daimyō-Stand auf. Mit einem Einkommen von 150.000 Koku gehörten die in Kōriyama (Präfektur Nara) residierenden Yanagisawa zu den großen Daimyō der Edo-Zeit.

## Genealogie
- Yoshiyasu (吉保, 1658–1714) war der Sohn eines einfachen Samurai und Vasall des Takeda-Klans mit einem Einkommen von 150 koku. Er gewann die Zuneigung Tsunayoshis, der ihm die Titel Dewa no kami, Mino no kami verlieh und ihn zum Kanzler ernannte. Er bekam im Jahr 1690 den Sanuki-han (Provinz Kazusa) mit 11.000 koku, 1694 Kawagoe mit 82.000 koku. Als Tsunayoshi 1704 seinen Neffen Tsunatoyo adoptierte, bekam Yoshiyasu dessen Han, nämlich Kōfu mit 150.000 koku. In Edo ließ er den Rikugi-en anlegen.
  - Yoshisato (吉里, 1687–1745), Sohn Yoshiyasus, führte den Hauptzweig weiter, der 1724 nach Kōriyama (Provinz Yamato) mit 150.000 koku versetzt wurde. Dort residierte der Zweig bis zur Meiji-Restauration. Letzter Daimyō war
    - Yasunobu (保申, 1846–1893). Er erhielt nach 1868 den Titel Graf.

  - Ein Nebenzweig residierte von 1723 bis 1868 in Kurokawa, heute ein Stadtteil von Tainai (Präfektur Niigata), mit 10.000 Koku. Danach Vizegraf.
  - Ein weiterer Nebenzweig residierte von 1723 bis 1868 in Mikkaichi, heute ein Stadtteil von Shibata (Niigata), ebenfalls mit 10.000 koku. Danach Vizegraf.